# 乡村基

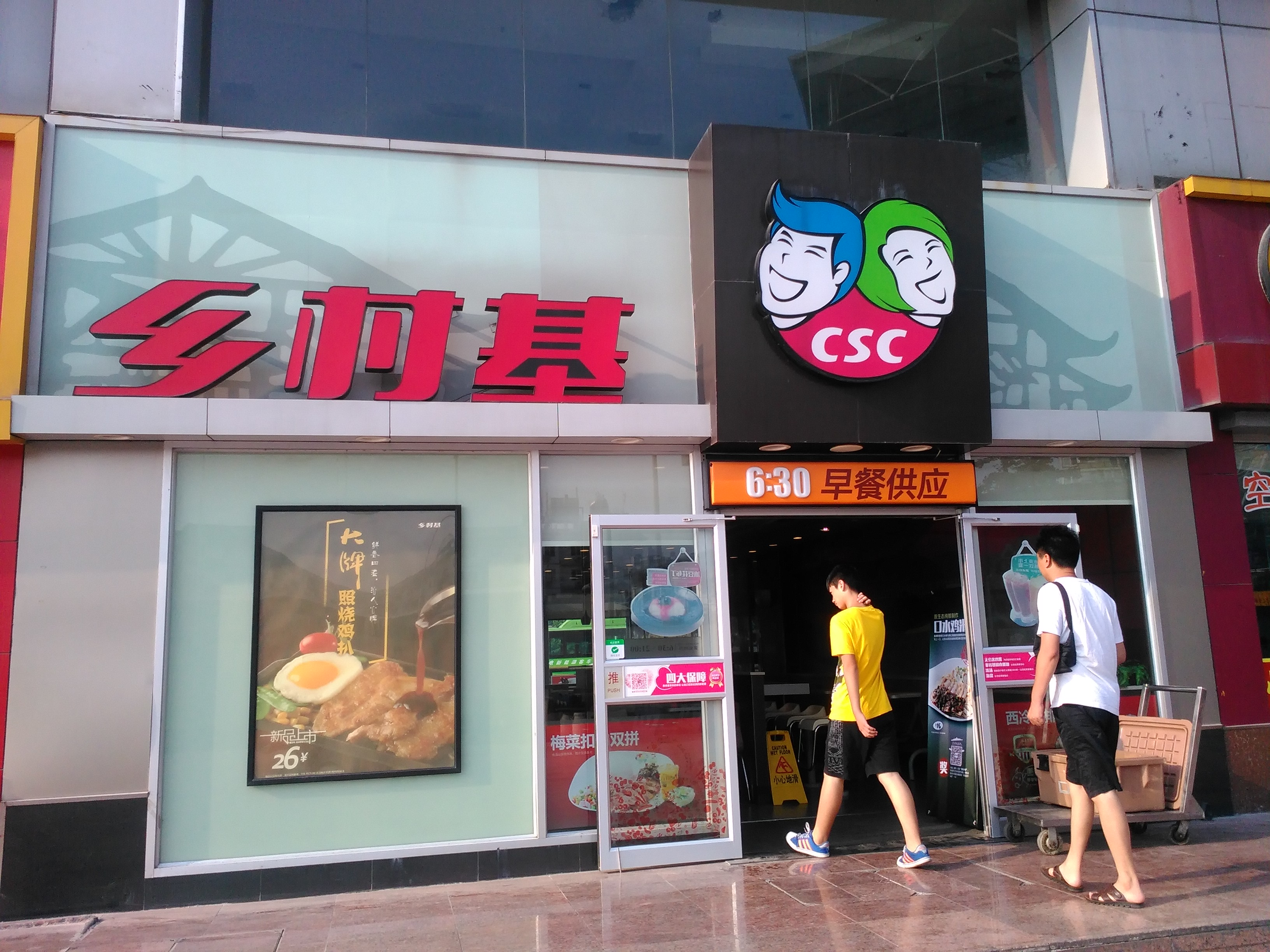
乡村基位于重庆市的餐厅

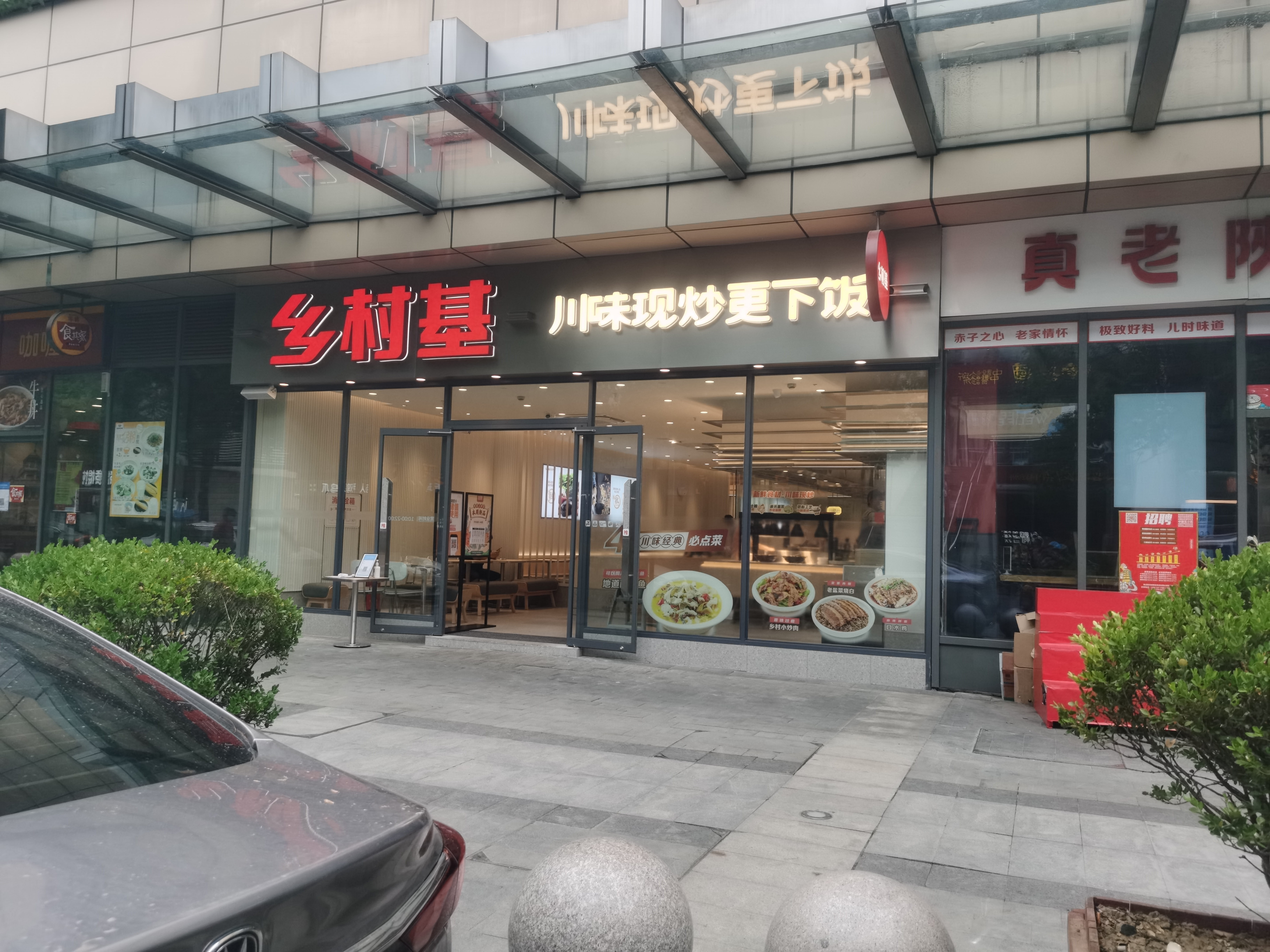
乡村基位于江苏省苏州市的餐厅

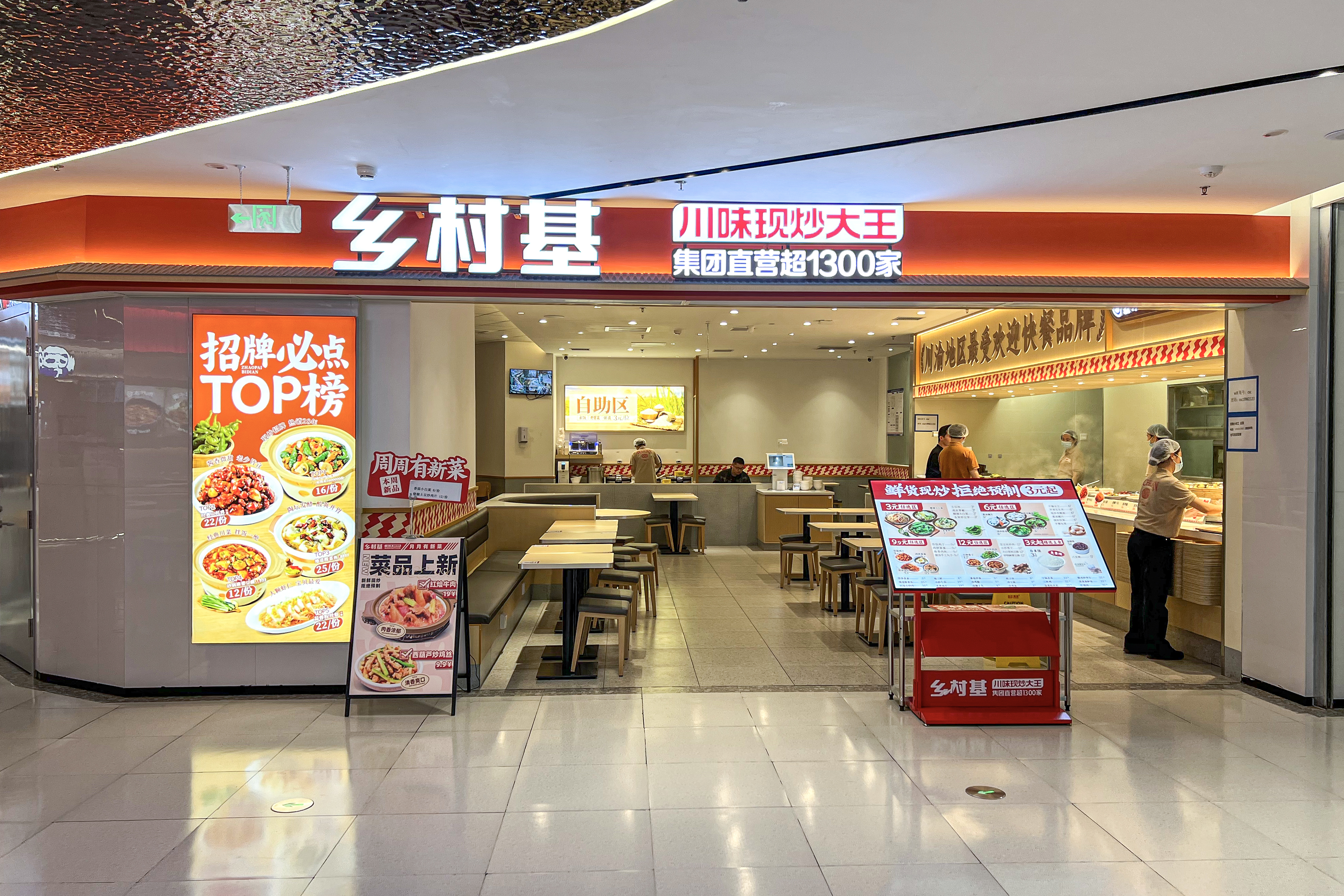
乡村基北京上地分店

乡村基（CSC，原是Country Style Cooking的缩写，意为乡村原始风味烹饪）曾是中国大陆第一家在美国纽交所上市的餐饮企业。2016年4月21日，乡村基从纽交所停牌退市。因刚成立时以卖鸡类餐食为主，故其原名为乡村鸡（Country Style Chicken），后逐步完善产品线后更名为乡村基。其在中国大陆西南地区的市场占有率为第一。

## 歷史
這間連鎖餐廳始創於1996年的重慶，原本稱作鄉村鸡。联合创始人为李红和张兴强。
到了2013年該集團已經在重慶市、四川省、貴州省、陝西省、雲南省等地開設總數達250家的餐廳，是唯一一家在紐約證交所上市的，总部设在亚洲的连锁餐饮公司。2013年這間餐飲集團的CFO是赵巨涛（Adam Zhao）。
2016年4月21日，乡村基从纽约股票交易所停牌退市，并开始私有化进程。2022年2月，乡村基向香港交易所提交上市申请。
2011年，乡村基创立“大米先生”品牌，在川菜之外囊括湖南、江浙、广东等地区的风味，以计重和小碗菜模式进行售卖。截至2021年9月底，乡村基共拥有602家门店，在川渝之外的门店总数仅有37家；而大米先生总共拥有543家门店，在川渝之外的门店总数有359家。2021年11月和12月，乡村基将业务版图进一步扩张至苏州市、杭州市以及深圳市。据弗若斯特沙利文报告，按2020年连锁餐厅数量及所得收入计算，乡村基是中国最大的直营中式快餐集团。
2022年1月，鄉村基向港交所提交上市申請。
2022年11月16日，一男子在湖北省黄石市下陆区杭州西路大米先生門店的外賣食品中疑似吃出淋巴肉，他投诉店家後遭到店家威脅。黄石市监部门決定成立工作专班对该店进行检查。